# Pallacanestro Varese 1956-1957
Nel Campionato 1956-57 la squadra assume il nome dello sponsor principale, Ignis, che accompagnerà la Pallacanestro Varese per 19 anni, con il cambio alla presidenza tra Rino Sassi, dimissionario, e il nuovo proprietario, Giovanni Borghi, che ricopre il ruolo di Presidente Onorario, mentre esecutivo viene nominato Angelo Bettinelli. Il nuovo allenatore è Enrico Garbosi, scelto personalmente dal Presidente Borghi; gli acquisti sono diversi, con il rientro di Sergio Marelli da Cantù, mentre Paolo Checchi e Giuseppe Bernasconi, storici giocatori degli albori della squadra, lasciano lo sport agonistico.
Il campionato si conclude con il quinto posto, con 1548 punti segnati e 1515 subiti; migliore realizzatore Tonino Zorzi con 474 punti. Da quest'anno viene abolito dalla Federazione il risultato di parità.

## Rosa 1956/57
- Gabriele Besozzi
- Tony Flokas
- Romano Forastieri
- Gianfranco Galli
- Giancarlo Gualco
- Paolo Magistrini
- Sergio Marelli
- Giulio Moscheni
- Vinicio Nesti
- Tonino Zorzi
- Virginio Zucchi
  - Allenatore
- Enrico Garbosi

## Statistiche
| COMPETIZIONE        | GIOCATE | VINTE | PERSE | F    | S    | PIAZZAMENTO |  |
| CAMPIONATO          | 22      | 12    | 10    | 1548 | 1515 | 5           |  |
| TORNEI E AMICHEVOLI | 11      | 8     | 3     | 768  | 547  | -           |  |

## Fonti
- "Pallacanestro Varese 50 anni con voi" di Augusto Ossola
- "La Pallacanestro Varese" di Renato Tadini